# Gareth Wigan
Gareth Wigan (Londres, 2 de dezembro de 1931 — Los Angeles, 13 de fevereiro de 2010) foi um agente de talentos, produtor cinematográfico e produtor executivo britânico.